# Búnker del Tufillo
Búnker del Tufillo este o arie protejată (arie specială de conservare — SAC, sit de importanță comunitară — SCI) din Spania întinsă pe o suprafață de 0,12 ha, integral pe uscat.

## Localizare
Centrul sitului Búnker del Tufillo este situat la coordonatele 36°04′24″N 5°40′56″W / 36.0734°N 5.6822°V.

## Înființare
Situl Búnker del Tufillo a fost declarat sit de importanță comunitară în decembrie 2000 pentru a proteja 2 specii de animale. Situl a fost protejat și ca arie specială de conservare în ianuarie 2015.

## Biodiversitate
Situată în ecoregiunea mediteraneană, aria protejată conține 1 habitat natural: Fânețe de joasă altitudine (Alopecurus pratensis, Sanguisorba officinalis).
La baza desemnării sitului se află mai multe specii protejate de  mamifere (2): liliac cu urechi de șoarece (Myotis blythii), liliacul mare cu potcoavă (Rhinolophus ferrumequinum).